# Phryganea aquensis
Phryganea aquensis is een fossiele soort schietmot uit de familie Phryganeidae.